# NGC 1535

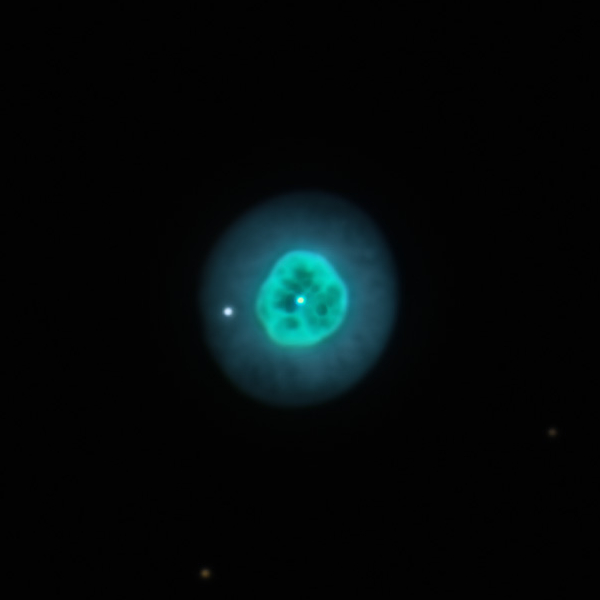
NGC 1535 (Mount Lemmon SkyCenter Schulman Telescope)

NGC 1535 è la nebulosa planetaria più luminosa della costellazione dell'Eridano, ha una magnitudine apparente di 9,6 e si trova a circa 2150 anni luce dalla terra. È stata scoperta il 1º febbraio 1785 dall'astronomo britannico William Herschel.

Tra gli astrofili è conosciuta anche col nome di "Occhio di Cleopatra".

## Osservazione
La luminosità di NGC 1535 è sufficiente per una osservazione con un piccolo telescopio da 70 mm di apertura, l'oggetto però apparirà visibilmente sfuocato. Con telescopio da 6" o 10" di apertura la nebulosa diventa già molto più evidente e si può osservare la stella centrale, che ha magnitudine 12.